# Spanske armada
|  | For den nuværende spanske flåde, se Armada Española. |
Den Spanske Armada eller "Den Store Armada" (sp.: Grande y Felicísima Armada, "den store og lykkebringende flåde"; af englænderne ironisk kaldt "the Invincible Fleet" ("den uovervindelige flåde") var den spanske flåde (eller armada), som  i 1588 på kong Filip 2.'s ordre sejlede mod England under kommando af Alonso Pérez de Guzmán, hertug af Medina Sedonia. Angrebet var en hævn for henrettelsen af den katolske Maria Stuart af Skotland og engelske kapringer af spanske skibe i Caribien.
Armadaen nåede efter to måneder frem til Den Engelske Kanal. Men englænderne var parate, og de gik til angreb på de store spanske krigsskibe med mindre mere manøvredygtige skibe. Spanierne led tab under søslaget ved Gravelines 8. august (18. august efter den gregorianske, nutidige kalender) 1588 og trak op i Nordsøen. En invasion af England blev hermed undgået. 
Fra Nordsøen forsøgte Armadaen at undslippe ved at sejle nord og vest om De Britiske Øer, men som følge af fejlagtig navigation og manglende kendskab til Golfstrømmens indvirkning på skibenes position valgte Armadaen en kurs forholdsvis tæt på Skotlands og Irlands vestkyst. Grundet kraftige vestlige storme, der ikke var usædvanlige under den lille istid, blev adskillige af Armadaens skibe drevet mod de irske og skotske klipper, hvor de strandede eller blev knust. Kun ca. halvdelen af de spanske skibe nåede hjem til Spanien.

## Eksterne links
- Wikimedia Commons har flere filer relateret til Spanske armada
- Catholic Encyclopedia (1913)/Spanish Armada fra Wikisource (engelsk)
- Top 10 myths and muddles about the Spanish Armada Arkiveret 18. februar 2020 hos  Wayback Machine (engelsk)

50°10′00″N 4°15′42″V / 50.1667°N 4.2617°V